# Gouvernement Manuel Allendesalazar (2)
Royaume d'Espagne
Intérim Bugallal Maura V
Le second gouvernement Manuel Allendesalazar Muñoz de Salazar est le gouvernement du royaume d'Espagne, en fonction le 13 mars 1921 au 14 août 1921.